# Amerikanisches Rotes Kreuz

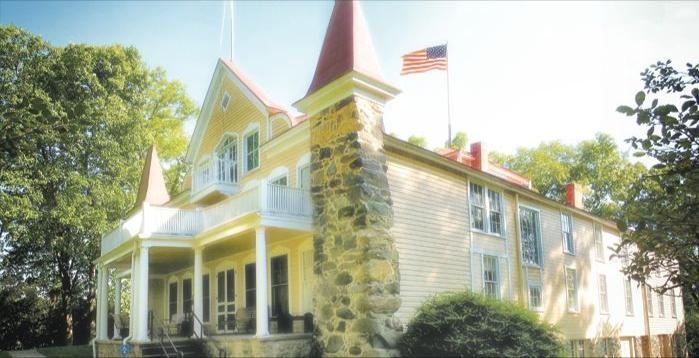
Erste Geschäftsstelle des Amerikanischen Roten Kreuzes in Glen Echo (Maryland)

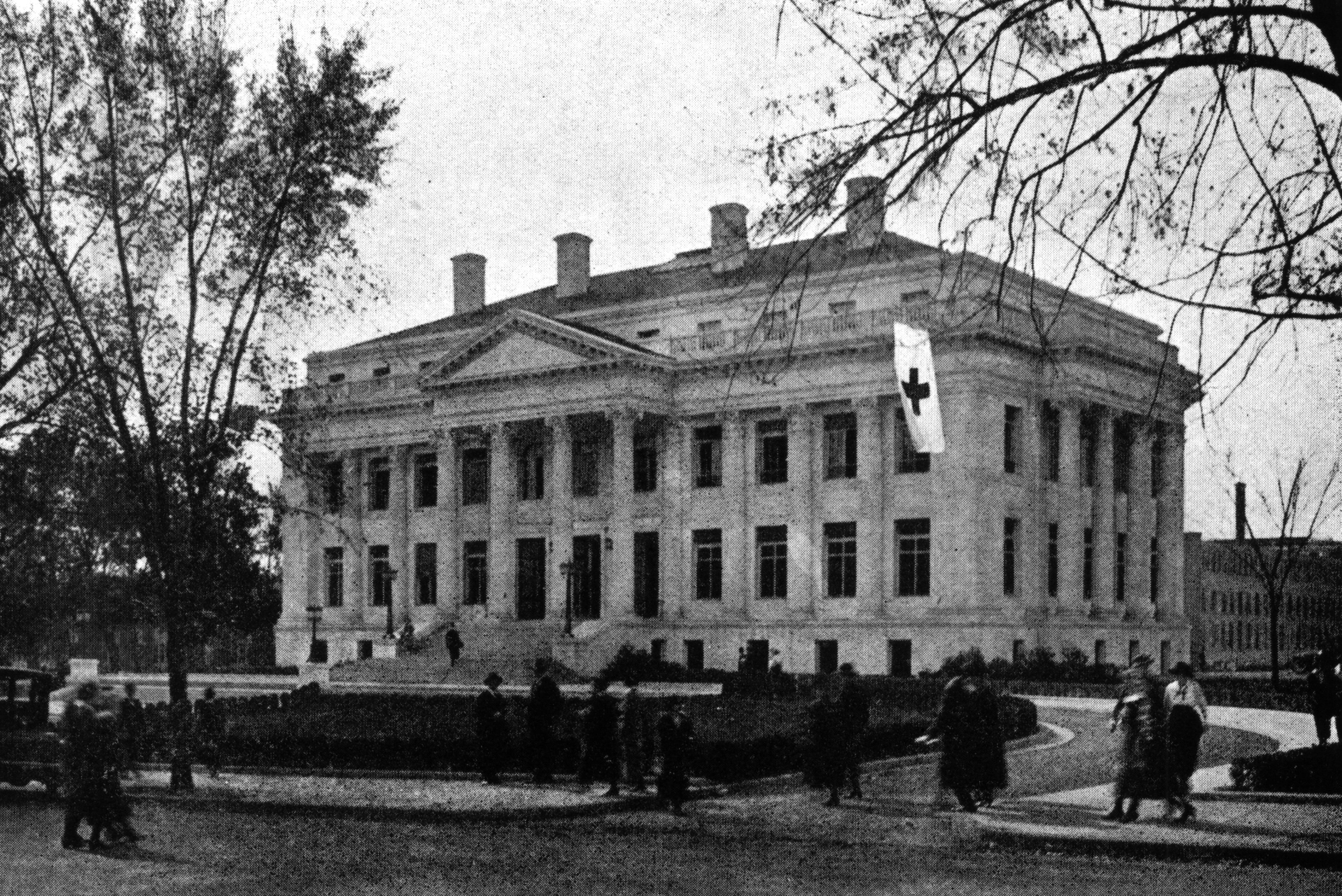
Verwaltungsgebäude, 1922

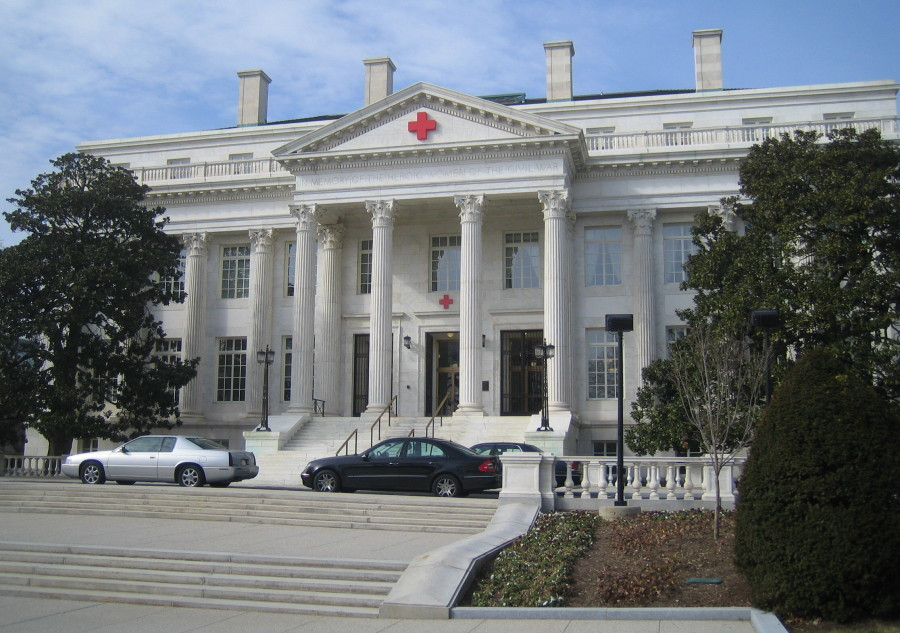
Das Verwaltungsgebäude heute

Die 1881 von Clara Barton gegründete Organisation Amerikanisches Rotes Kreuz (englisch American Red Cross) ist die nationale Rotkreuz-Gesellschaft in den Vereinigten Staaten. Sie ist Mitglied der Internationalen Rotkreuz- und Rothalbmond-Bewegung und hat ihren Sitz in der Bundeshauptstadt Washington, D.C.
Das Amerikanische Rote Kreuz hat etwa eine halbe Million Freiwillige und rund 35.000 hauptamtliche Mitarbeiter. Zu den freiwilligen Helfern gehörten auch Mitglieder der American Women’s Voluntary Service Organization. Es gibt etwa 700 regionale Organisationseinheiten (engl. chapters). Präsidentin und Chief Executive Officer (CEO) der Organisation ist seit April 2008 Gail J. McGovern (* 1952).
Aufgaben des Roten Kreuzes sind der Katastrophenschutz im In- und Ausland, die Ausbildung von Ersthelfern sowie die Durchführung und der Versand von Blutspenden.